# Matheus Albert
Matheus Albert (* um 1630; † nach 1714) war ein Schweizer Glockengiesser in Chur. Er führte die Churer Glockengiesser-Tradition des 17. und 18. Jahrhunderts fort und schuf zwischen 1692 und 1715 mindestens 18 Glocken für Bündner Kirchen.

## Leben

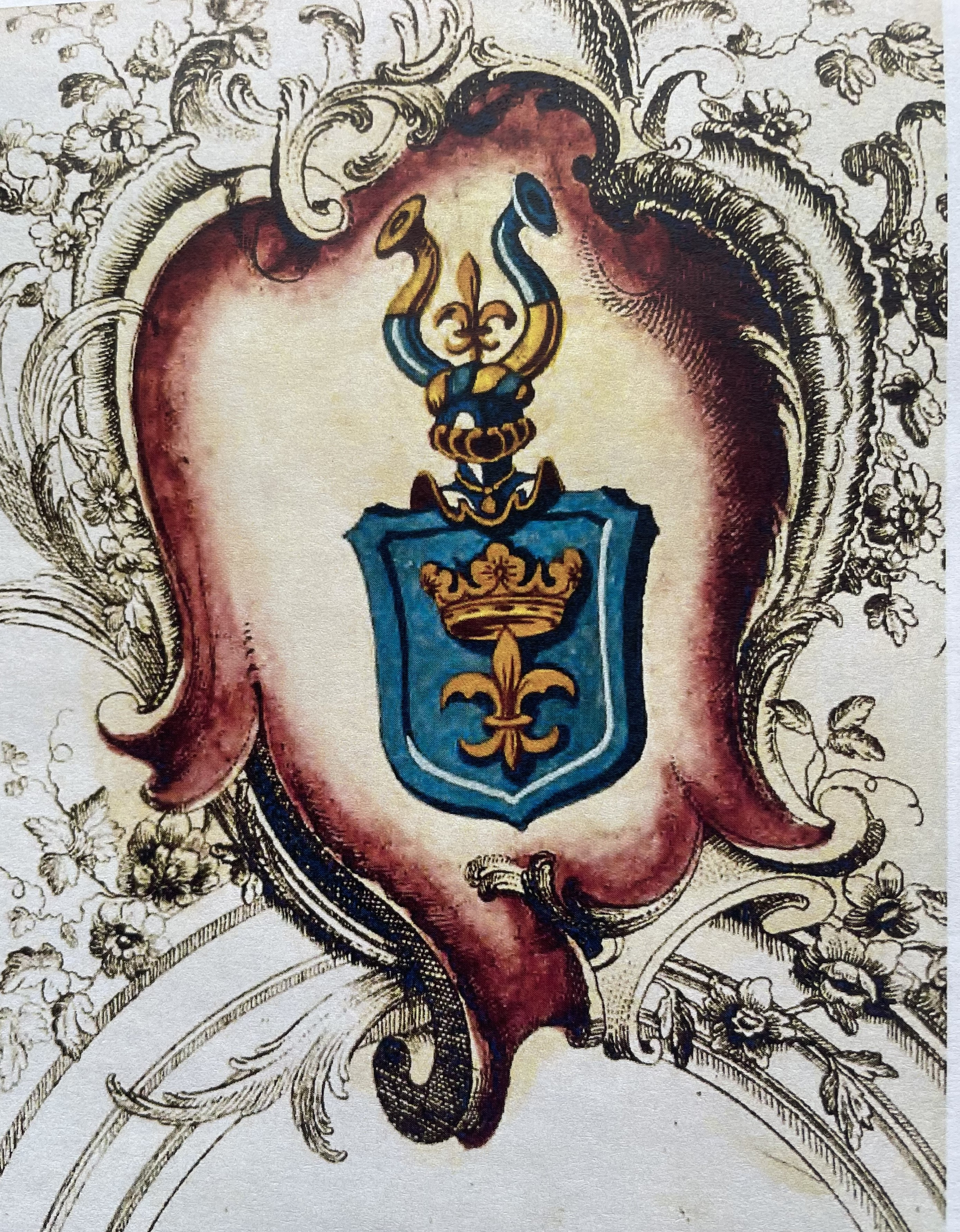
Wappen Familie Albert von Chur

Über das Leben von Matheus (auch: Matthäus) Albert ist wenig bekannt. Er erscheint im Lehrknabenbuch 1679–1718 des Stadt-Archiv Chur. Matheus Albert war Schüler und Nachfolger von Gaudentz Hempel, dem Begründer der Churer Glockengiesser-Tradition. Alberts Nachfolger wurde Johannes Schmid von Grüneck.

## Werk
- 1692 – Reformierte Kirche Tamins.[2]
- 1693 – Wallfahrtskirche St. Maria Licht Trun GR. Inschrift: GOS MICH MATHEUS ALBERT IN CHUR ANNO 1693[3]
- 1694 – Pfarrkirche St. Maria Breil/Brigels. Inschrift: GOS MICH MATHEUS ALBERTIN CHUR ANNO MDCXCIV[4]
- 1695 – Pfarrkirche St. Georg Schlans. Inschrift: MATHEUS ALBERT GOS MICH IN CHUR, ANNO MDCXCV[5]
- 1696 – Pfarrkirche St. Mariä Geburt Alvaneu[6]
- 1969 – Kapelle St. Jakob in Leis, Vals GR. Inschrift: GOS MICH MATHEUS ALBERT IN CHUR MDCXCVI[7]
- 1697 – Reformierte Kirche Neukirch (Safien). Inschrift: ANNO CHRISTI MDCXCVII GOS MICH MATHEUS ALBERT IN CHUR.[8][9]
- 1697 – Reformierte Kirche Almens. Inschrift: MATHEUS ALBERT CURIENSIS ME FECIT ANO CHRISTI MDCXCVII[10]
- 1698 – Wallfahrtskirche St. Maria Heimsuchung und St. Felix in Solis. Inschrift: A FULGURE ET TEMPESTATE LIBERA NOSDOMINIE ET FRUCTUSTERRAE.- M. ALBERT ME FECIT. MDCXCVIII[11]
- 1699 – Reformierte Kirche Valendas. Inschrift: EHR SEY GOTT IN DER HÖHE FRID AUF ERDEN DEN MENSCHEN EIN WOHLGEFALLEN – MATHEUS ALBERT GOS MICH ANNO DOMINI MDCXCIX[12]
- 1700 – Reformierte Kirche Scheid GR. Inschrift: AUS DEM FEUR FLOSS ICH MATHEUS ALBERT IN CHUR GOS MICH. MDCC[13]
- 1702 – Reformierte Kirche Donat GR.[14]
- 1704 – Reformierte Kirche Davos Monstein. Inschrift: GOS MICH MATHEUS ALBERT IN CHUR. aNNO COMINI MDCCIV[15]
- 1706 – Kapelles St. Luzius Siat. Inschrift: A FULGURE ET TEMPESTATE LIBERA NOS DOMINE UT FRUCTUS TERRAE DARE ET CONSERVARE DIGNERIS. MATHEUS ALBERTUS CIVIS CURIENSIS RHAETUS ME FECIT ANNO DOMINI MDCCVI.[16]
- 1709 – Martinskirche (Chur).[17][18]
- 1713 – Reformierte Kirche Flond. Inschrift: 1713 GOS MICH MATHEUS ALBERT IN CHUR[19]
- 1714 – Reformierte Kirche Clugin. Inschrift: ANNO 1714 GOS MICHMATHEUS ALBRECHT IN CHUR[20]
- 1715 – Alte Pfarrkirche St. Mauritius von St. Moritz. Zwei Glocken mit den Inschriften: AD CONVENTUM CAMPANARUM IN TEMPLUM VENI, DEO TE CORRIGENTE AD MENTEM REDI. 1715. MATHEUS ALBERTUS CURIENSIS ME FECIT. und FELICES SUNT AUDIENTES SED BEATI POSSIDENRES. 1715[21]